# パラケルスス賞
パラケルスス賞（Paracelsus Prize）は、スイスの化学賞。パラケルススにちなんで1941年に創設された。賞金は20,000スイス・フラン。

## 受賞者
パラケルスス・メダル
- 1941年: ロバート・ロビンソン
- 1953年: オットー・ハーン
- 1955年: Raymond Marie Florent Delaby
- 1958年: Friedrich Fichter
- 1959年: Hans Meerwein
- 1964年: クリストファー・ケルク・インゴールド
- 1967年: マンフレート・アイゲン
- 1971年: John Monteath Robertson
- 1976年: Emile Cherbuliez, Gerold Schwarzenbach, ウラジミール・プレローグ

パラケルスス賞
- 1982年: ジャン＝マリー・レーン
- 1984年: イライアス・コーリー
- 1986年: Jack D. Dunitz
- 1988年: Frank Westheimer
- 1990年: Ronald Breslow
- 1992年: Jack Halpern
- 1994年: フランク・アルバート・コットン
- 1996年: Jack Lewis, Baron Lewis of Newnham
- 1999年: アルバート・エッシェンモーザー
- 2002年: Martin Quack
- 2004年: ジョージ・M・ホワイトサイズ
- 2006年: Jack Baldwin
- 2008年: ベルナルト・L・フェリンハ
- 2010年: スティーヴン・V・レイ
- 2012年: Bernd Giese
- 2014年: リチャード・シュロック
- 2016年: マイケル・グレッツェル
- 2018年: Ruedi Aebersold
- 2020年: Scott E. Denmark
- 2022年: Antonio Togni
- 2024年: Armido Studer

## 参照
- Paracelsus Prize